# Kozárd
Kozárd ist eine ungarische Gemeinde im Kreis Pásztó im Komitat Nógrád.

## Geografische Lage
Kozárd liegt sechs Kilometer westlich der Kreisstadt Pásztó an dem Fluss Kozárdi-patak.  Nachbargemeinden sind Ecseg und Alsótold.

## Geschichte
Im Jahr 1907 gab es in der damaligen Kleingemeinde 99 Häuser und 498 Einwohner auf einer Fläche von 1114  Katastraljochen. Sie gehörte zu dieser Zeit zum Bezirk Szirák im Komitat Nógrád.

## Sehenswürdigkeiten
- Marienstatue, neben der Kapelle am Pilgerweg
- Römisch-katholische Kapelle Szeplőtelen fogantatás
- Skulptur Pásztorfiú aus Stein
- Skulptur Zenélő angyal aus Bronze und Stein
- Statuen Bőségszarus édesanya und Paraszt Bacchus aus Holz

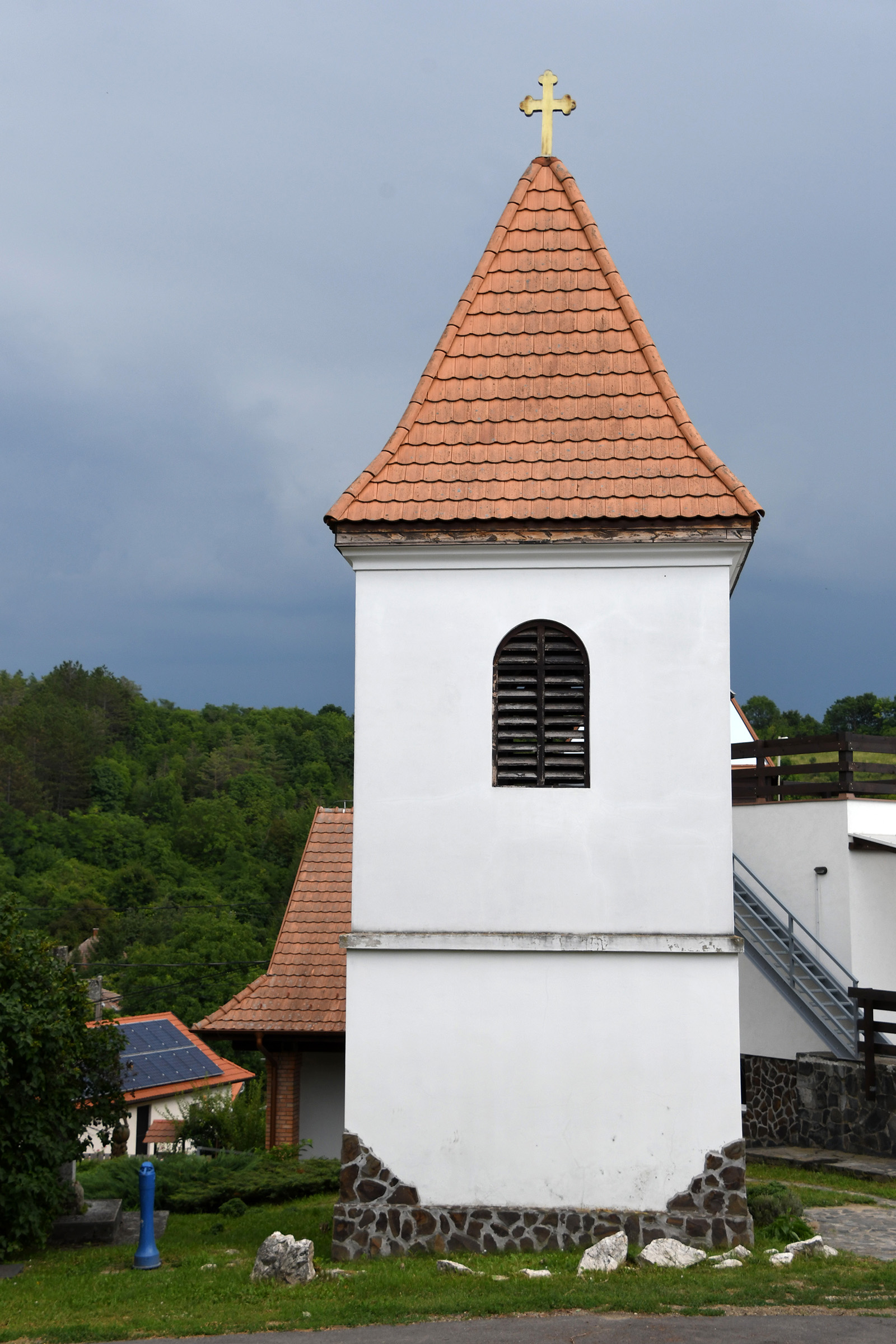
Glockenturm der römisch-katholischen Kapelle
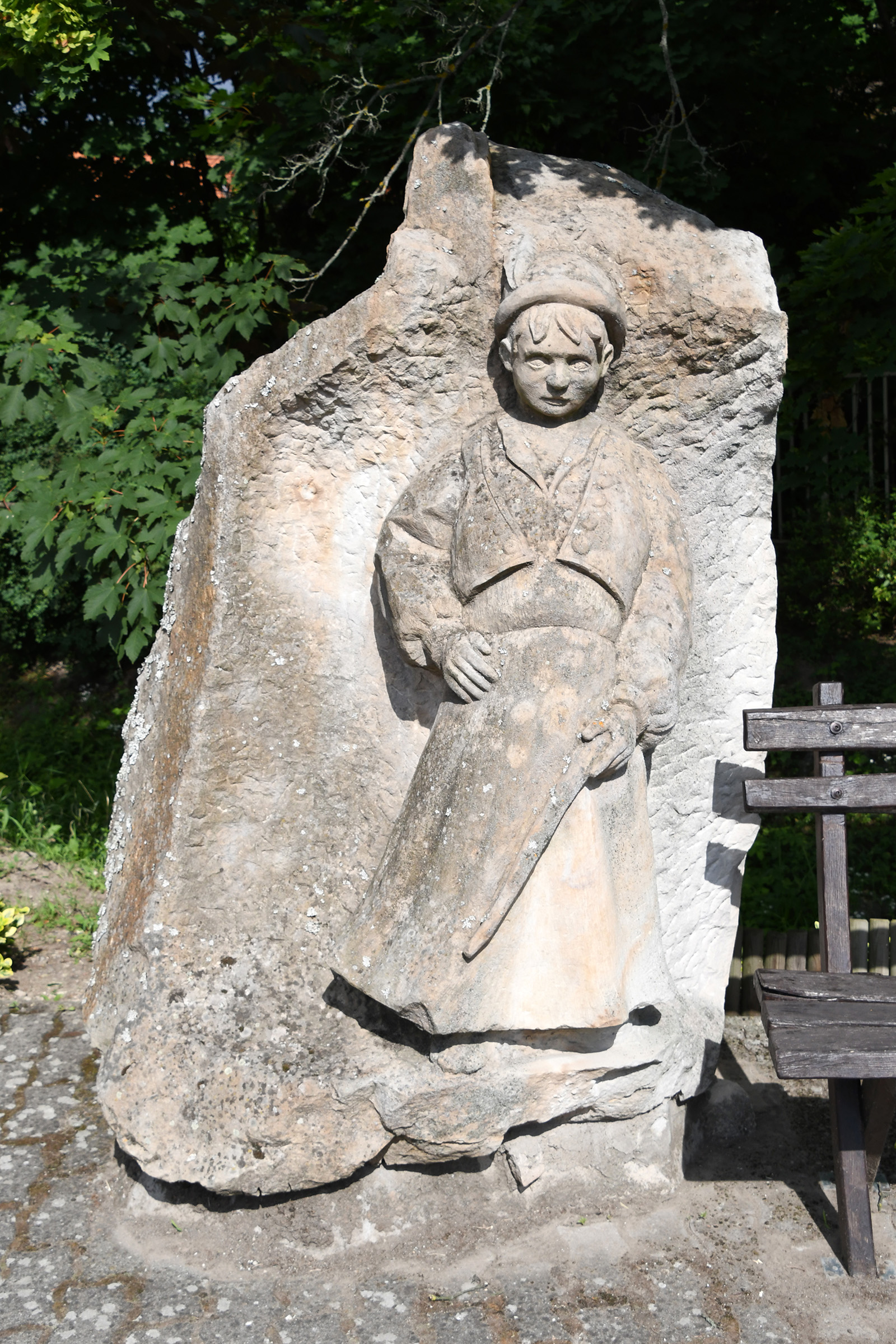
Skulptur Pásztorfiú
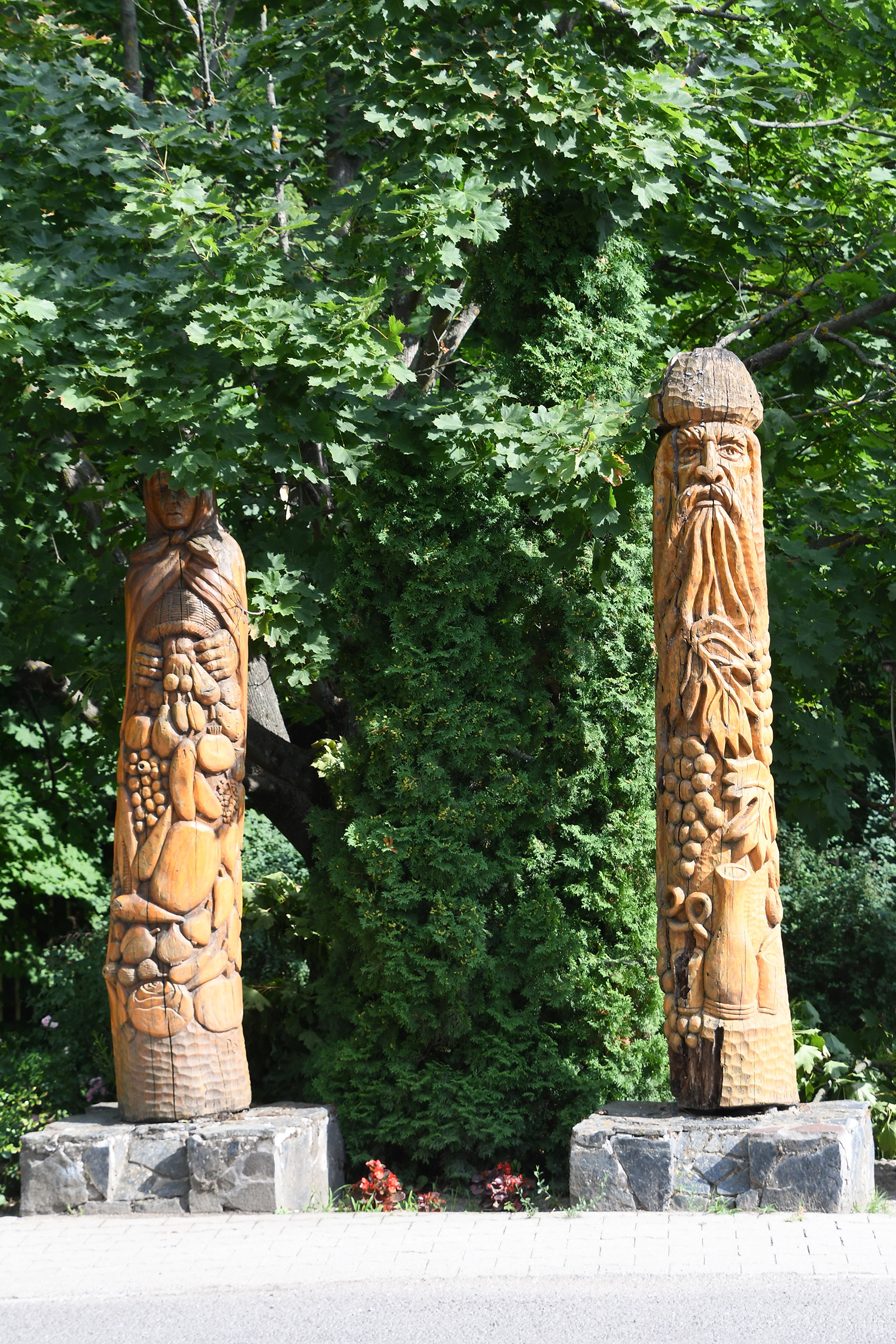
Statuen Bőségszarus édesanya und Paraszt Bacchus

## Verkehr
Durch Kozárd verläuft die Landstraße Nr. 2128. Es bestehen Busverbindungen nach Garáb, Kutasó, Ecseg, Csécse und Pasztó, wo sich der nächstgelegene Bahnhof befindet. Durch den Ort führt der Pilgerweg Mária-út M80.